# Републикански път III-7103
Републикански път IIІ-7103 е третокласен път, част от Републиканската пътна мрежа на България, преминаващ изцяло по територията на Добричка област. Дължината му е 17,9 km.
Пътят се отклонява наляво при 39,1 km на Републикански път II-71 западно от село Оногур, минава през центъра на селото, слиза в дълбокото суходолие на Суха река, при село Ефрейтор Бакалово излиза на Добруджанското плато, продължава на изток, минава през село Телериг и в центъра на село Крушари се свързва с Републикански път III-293 при неговия 28,4 km.
| Пътища, отклоняващи се надясно (населено място, № на пътя, посока на пътя) | km   | Пътища, отклоняващи се наляво (посока на пътя, № на пътя, населено място) |
| -------------------------------------------------------------------------- | ---- | ------------------------------------------------------------------------- |
| Община Тервел, II-71, 39,1 km ←                                            | 0,0  | ← 39,1 km, II-71, Община Тервел                                           |
| с. Оногур                                                                  | 2,6  | с. Оногур                                                                 |
| Община Крушари                                                             | 4,7  | Община Крушари                                                            |
| с. Ефрейтор Бакалово                                                       | 6    | с. Ефрейтор Бакалово                                                      |
|                                                                            | 9,7  | → общински път (за с. Зимница)                                            |
| с. Телериг                                                                 | 11,8 | → с. Телериг, общински път (за селата Огняново и Александрия)             |
| с. Бистрец                                                                 | 15,6 | с. Бистрец                                                                |
| (от 50,1 km на II-29) III-293, 28,4 km, с. Крушари →                       | 17,9 | → с. Крушари, 28,4 km, III-293 (до граница с Румъния)                     |